# Charmian Carr
Charmian Carr, född Charmian Anne Farnon den 27 december 1942 i Chicago, Illinois, död 17 september 2016 i Woodland Hills, Los Angeles, var en amerikansk skådespelare och sångare. Carr är främst känd för att hon spelade sextonåriga Liesl von Trapp i filmen Sound of Music från 1965.

## Biografi
Carr föddes som Charmian Anne Farnon i Chicago, som det andra barnet till vaudevilleartisten Rita Oehmen och musikern Brian Farnon. Paret skilde sig 1957.  Charmian Farnon hade två systrar, båda skådespelare, Shannon Farnon och Darleen Carr. Familjen flyttade till Los Angeles när Charmian Farnon var 10 år. Som student vid San Fernando High School, var Farnon både cheerleader samt spelade basket och volleyboll. Hon hade aldrig tagit en sånglektion eller provat på att agera innan hon engagerades för att medverka i Sound of Music. 
Det var när Farnon studerade talterapi och filosofi vid San Fernando Valley State College, som hennes mamma arrangerade så att dottern fick provspela för en roll i Sound of Music. Regissören Robert Wise ansåg att Farnon var ett alltför långt efternamn parat med Charmian. Efter att han hade givit henne en lista med efternamn med bara en stavelse, valde hon Carr. Den debuterande Charmian Carr erhöll rollen som Liesl i konkurrens med skådespelare som Geraldine Chaplin, Kim Darby, Patty Duke, Shelley Fabares, Teri Garr, Mia Farrow och Lesley Ann Warren. 
Carr medverkade 1966 i Evening Primrose, en entimmes musikal av Stephen Sondheim. Följande år gifte hon sig med tandläkaren Jay Brent och lämnade underhållningsbranschen. Carr och Brent fick två döttrar, Jennifer och Emily. 
Senare ägde Carr en inredningsfirma, Charmian Carr Designs i Encino i Kalifornien. Hon skrev även två böcker, Forever Liesl och Letters to Liesl. Hon återförenades med många av sina kollegor från Sound of Music på The Oprah Winfrey Show i oktober 2010, för att fira filmens 45-årsjubileum. 2014 spelade Carr dessutom in sången "Edelweiss" med barnbarnsbarnen till Georg von Trapp, The von Trapps, på albumet Dream a Little Dream.
Charmian Carr avled vid 73 års ålder av komplikationer i samband med demens.

## Filmografi
- 1965 - Sound of Music
- 1966 - Evening Primrose (TV-film)
- 2001 - The Sound of Music Children (dokumentär)